# Cyklón Nargis
Cyklón Nargis byla mohutná tropická cyklóna, která se pohybovala Indickým oceánem na přelomu dubna a května 2008, přičemž 2. května zasáhla Barmu. Jedná se o nejničivější tropickou cyklónu v oblasti Bengálského zálivu od roku 1970 (kdy cyklón Bhola zpustošil Bangladéš a Západní Bengálsko) a pátou nejsmrtonosnější ve známé historii. Zemřelo okolo 150 tisíc lidí, zejména v oblastech okolo ústí Iravádí. Miliony lidí přišly o střechu nad hlavou.
Cyklón se vytvořil 27. dubna 2008 nad Bengálským zálivem a pohyboval se směrem k severovýchodu, k Barmě. Vítr dosahoval rychlosti 190–240 km/h. Největší zkázu způsobila přílivová vlna, která zaplavila pobřežní nížiny podél dolního toku a delty řeky Iravádí. Nejhůře bylo postiženo dvěstětisícové město Bogalay, které bylo téměř celé rozmetáno. Také města Laputta a Kyaik byla prakticky srovnána se zemí. V oblastech zasažených cyklonem žije polovina z 55 milionů obyvatel Barmy. Podle původních odhadů šlo pouze o stovky obětí, ale již 7. května agentura Reuters uváděla, že si tato katastrofa vyžádala nejméně 22 500 mrtvých, dalších 50 000 osob je pohřešovaných a až milion lidí přišlo o svůj domov. O několik hodin později informovala americká chargé d'Affaires Shari Villarosao, že v oblasti delty Irávádí je možná hodně přes 100 000 mrtvých.
Barmská vládnoucí vojenská junta požádala o mezinárodní humanitární pomoc, avšak její poskytnutí výrazně ztížila neudělením vstupních víz humanitárním pracovníkům – fakticky tak po určitou dobu pouze přijímala materiální pomoc, kterou pak zřejmě sama rozdělovala mezi postižené občany.
| Pořadí            | Jméno/Rok      | Oblast    | Oběti   |
| ----------------- | -------------- | --------- | ------- |
| 1                 | Bhola 1970     | Bangladéš | 500 000 |
| 2                 | Indie 1737     | Indie     | 300 000 |
| 2                 | Haiphong 1881  | Vietnam   | 300 000 |
| 4                 | Nina 1975      | Čína      | 229 000 |
| 5                 | Bangladéš 1991 | Bangladéš | 138 866 |
| 6                 | Nargis 2008    | Barma     | 138 373 |
| Zdroje: NOAA, MDR |                |           |         |